# MGM Mirage
MGM Mirage, oficialmente MGM Resorts International, (NYSE: MGM) é uma empresa natural da cidade de Las Vegas que opera e controla grande parte dos hotéis norte-americanos em outras regiões do mundo. A empresa iniciou as suas operações oficialmente em 31 de maio de 2000 após a fusão das empresas MGM Grand Inc. e Mirage Resorts, Inc. A MGM Mirage é atualmente a segunda maior companhia de cassinos do planeta. Calcula-se que a MGM Mirage controla cerca de 831 acres da área da Las Vegas Strip.
O investidor bilionário Kirk Kerkorian e sua Tracinda Corporation foram, até 2009, os acionistas majoritários da MGM Mirage; Kerkorian era o antigo proprietário do estúdio cinematográfico Metro-Goldwyn-Mayer (MGM), de onde deriva o nome MGM Grand. Após uma oferta de ações de US$ 1 bilhão pela MGM Mirage em meio à crise de crédito global, as ações da Tracinda foram diluídas de 53,8% para 39%. Em 15 de junho de 2010, os acionistas votaram para que a MGM Mirage mudasse seu nome para "MGM Resorts International".
Em 2015, a empresa se dividiu em duas, formando a MGM Growth Properties, uma empresa imobiliária, enquanto a MGM Resorts passou a operar propriedades. Hoje, a MGM Resorts é a maior empresa de cassinos do mundo em receita, gerando US$ 13,13 bilhões em receita em 2022.

## História
A MGM Mirage teve início com a fusão de cerca de 6,4 bilhões de dólares em ações de duas empresas líderes do mercado hoteleiro de Nevada, MGM Grand Inc. e Mirage Resorts, Inc.. Durante o ano de 2000, a MGM foi a maior empresa dessa categoria no mundo, sendo superada pela Harrah's Entertainment.
Em 2004, a MGM vendeu seus dois antigos cassinos (Golden Nugget Las Vegas e Golden Nugget Laughlin) por cerca de 215 milhões de dólares. Ainda em 2004, a MGM Mirage anunciou um projeto p-ara se incorporar a sua rival, Mandalay Resort Group por cerca de 68 dólares por ação, porém a Mandalay rejeitou a proposta. Em 15 de junho de 2004, porém, as duas empresas decidiram se unir por cerca de 71 dólares por ação. A MGM Mirage assumiu cerca de 2,5 bilhões de dólares em dívidas da Mandalay, numa transição de 7,9 bilhões de dólares.
Em 10 de novembro de 2004, a MGM anunciou a criação do projeto CityCenter na Las Vegas Strip; Com investimento de cerca de 7 bilhões em estruturas multiúso, as obras seram iniciadas em 2009. Em 22 de agosto de 2007, a Dubai World anunciou a compra de 9,5 % de 2,4 bilhões de dólares das ações da MGM e prometeu investir cerca de 2,7 bilhões para adquirir 50% do projeto CityCenter.
Em 16 de dezembro de 2008, a MGM Mirage anunciou a venda do Treasure Island Hotel and Casino para o bilionário Phil Ruffin. A venda foi concluída em 20 de março de 2009 por 775 milhões de dólares.. Em A partir de 6 de abril de 2009, surgiram rumores de que a MGM Mirage iria iniciar a venda dos hotéis MGM Grand Detroit, em Detroit e do Beau Rivage em Biloxi, Mississippi.

## Propriedades

### Las Vegas

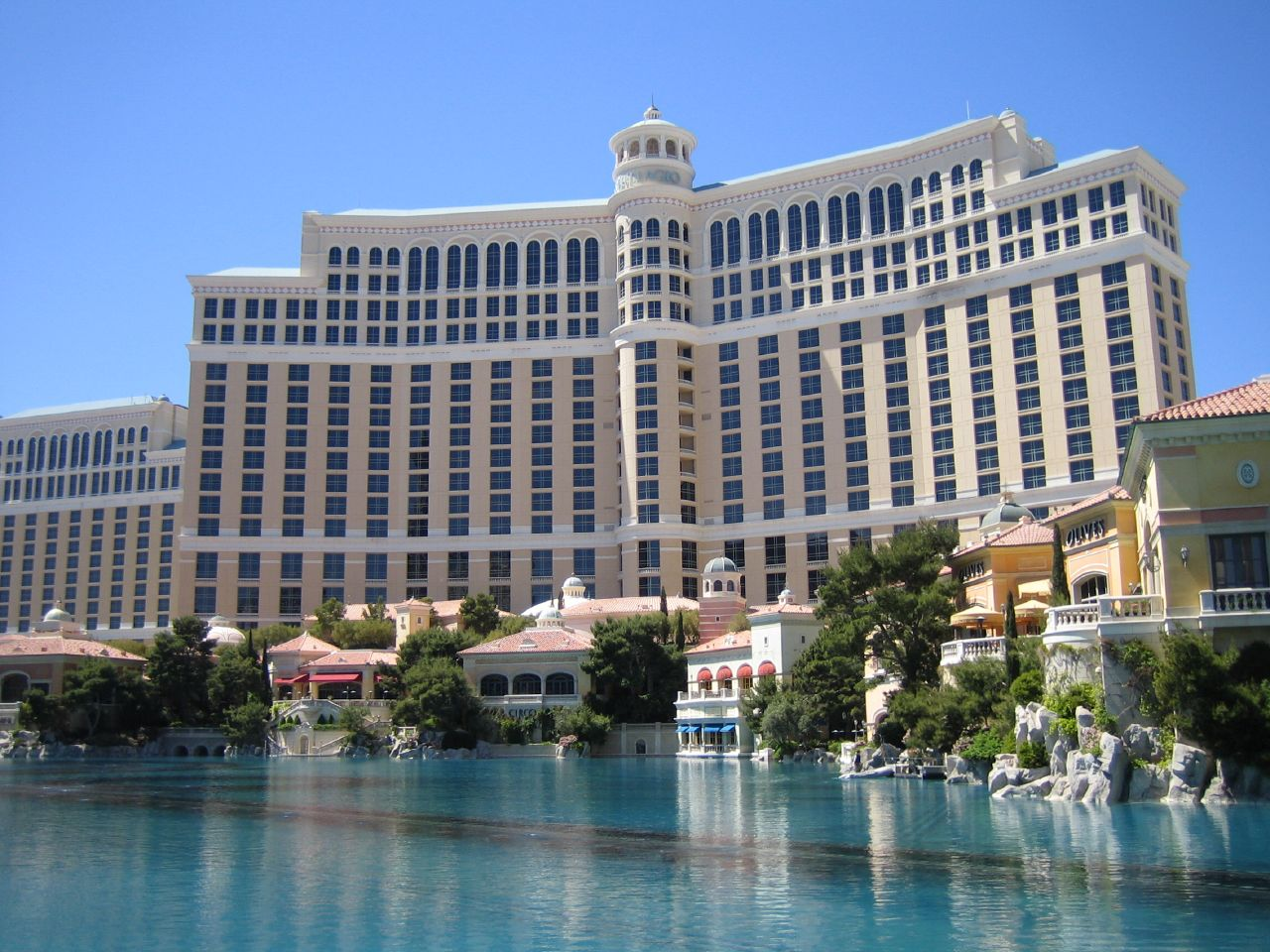
O Hotel Bellagio.

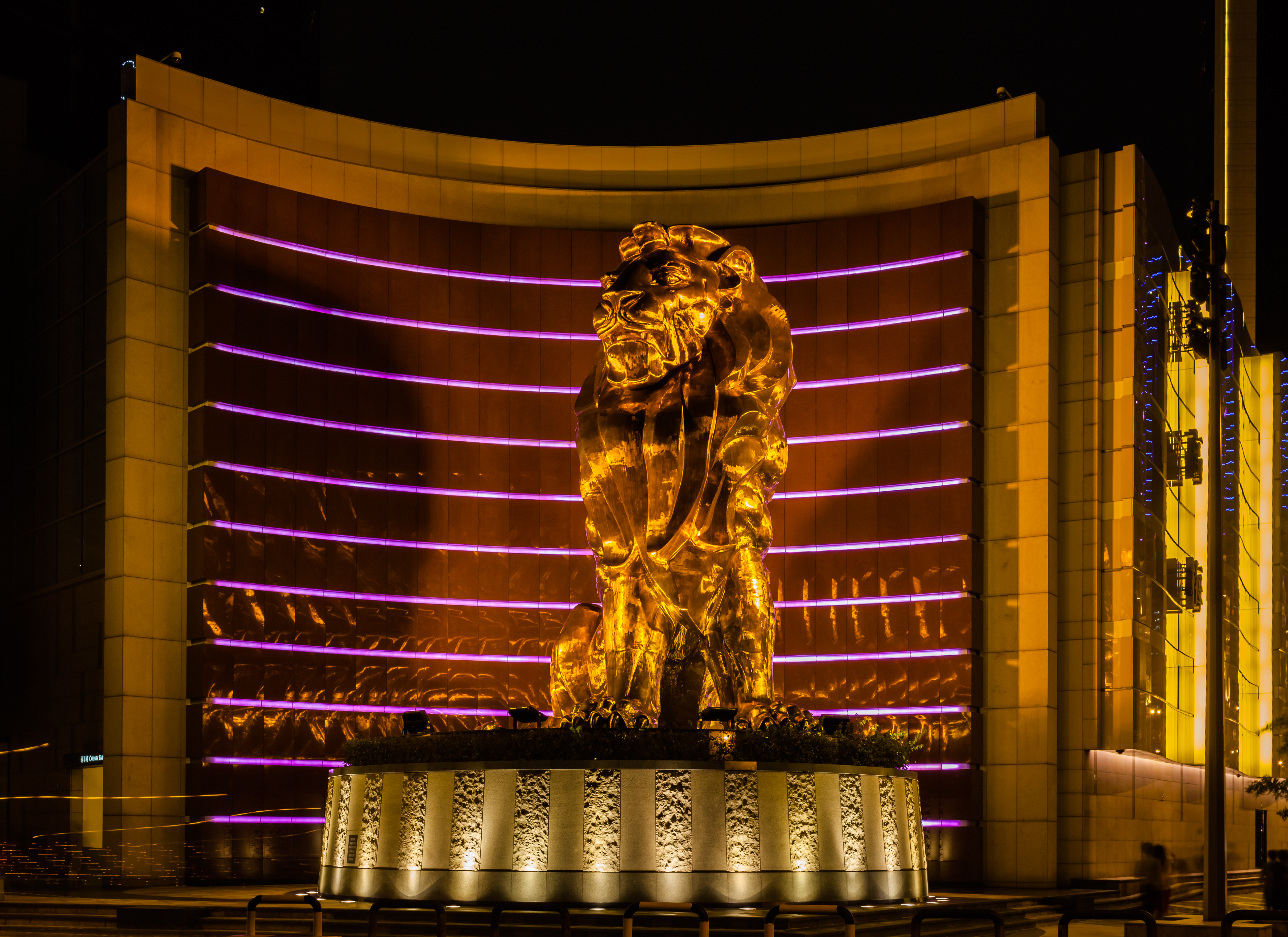
MGM Grand em Macau

- ARIA Resort & Casino, projetado por Cesar Pelli;
- Bellagio;
- Circus Circus;
- CityCenter;
- Excalibur;
- Luxor Hotel;
- Mandalay Bay;
- MGM Grand;
- Monte Carlo Resort;
- New York, New York;
- Slots-A-Fun Casino;
- THEhotel at Mandalay Bay;
- The Signature at MGM Grand;
- The Mirage.